# On Fire (Salmo)
On Fire è un singolo del rapper italiano Salmo, pubblicato il 28 aprile 2025 come primo estratto dal settimo album in studio Ranch.

## Descrizione
Il brano è scritto dallo stesso rapper, che ha anche curato la produzione con Lorenzo Paolo Spinosa, in arte Low Kidd, e Riccardo Puddu, in arte Verano.

## Video musicale
Il video musicale, diretto dagli YouNuts!, duo composto da Antonio Usbergo e Niccolò Celaia, e prodotto da Maestro, è stato pubblicato in concomitanza all'uscita del brano attraverso il canale YouTube del rapper.

## Tracce
1. On Fire – 3:21

## Classifiche
| Classifica (2025) | Posizione massima |
| ----------------- | ----------------- |
| Italia            | 6                 |